# KRX 300
KRX 300은 대한민국 주식 시장을 대표하는 벤치마크 주가 지수로 유가증권시장과 코스닥에 상장된 종목 중에서 각 부문별로 우량기업을 선정하여 총 300종목으로 구성되어 있다. 한국거래소가 2010년 1월 4일을 기준 시점(기준 지수: 1,000)으로 하여, 2018년 2월 5일부터 운영하고 있다.

## 구성 종목
종목은 유가증권시장의 213개 종목과 코스닥 87개 종목으로 섹터별로 우량기업을 선정하여 총 300종목을 포함하고 있다. 구성 종목은 매년 6월과 12월, 두 번 바뀐다. 코리아 익스체인지 300(Korea exchange 300)의 약자이다. 코리아 익스체인지는 한국거래소의 영문 명칭이다.

## 같이 보기
- 코스피 지수
- 코스닥 지수
- 코스피 100
- 코스피 200
- KRX 100